# Česká rugbyová unie
Česká rugbyová unie (ČSRU) je řídícím orgánem ragby v České republice. Byl založena v roce 1993. Jejím předchůdcem byla Československá rugbyová unie, založená roku 1926 a v roce 1988 přidružená k International Rugby Board. ČSRU, po právní stránce zapsaný spolek, sídlí v Praze.
Mistrovské soutěže v celostátním rámci se rozdělují do následujících tříd:
- I. liga dospělých
- Český pohár
- mistrovství České republiky v ragby o 7 hráčích
- (kvalifikace o postup do mistrovství ČR)
- dlouhodobý přebor České republiky mládeže
- finále jednorázového přeboru ČR mládeže

Pohárové soutěže se člení na:
- celostátní
- oblastní (krajské)

Turnajové soutěže organizují zpravidla ragbyové kluby. K význačným příležitostem může uspořádat turnaje též výkonný výbor ČSRU.